# Pseudocancris
Pseudocancris es un género de foraminífero bentónico de la subfamilia Baggininae, de la familia Bagginidae, de la superfamilia Discorboidea, del suborden Rotaliina y del orden Rotaliida. Su especie tipo es Pseudocancris ecuadorensis. Su rango cronoestratigráfico abarca el Holoceno.

## Clasificación
Pseudocancris incluye a la siguiente especie:
- Pseudocancris ecuadorensis